# دودوک دونواره
دودوک دونواره (نام علمی: Rhinoptilus africanus) نام یک گونه از تیره چلچله‌بیابانیان است.